# كرة القدم في دورة الألعاب الآسيوية 2010
أقيمت مسابقة كرة القدم في دورة الألعاب الآسيوية 2010 في قوانغتشو، غوانغدونغ، الصين في الفترة ما بين 7 إلى 25 نوفمبر 2010. وجرت المباراة الافتتاحية قبل 5 أيام من حفل الافتتاح. شارك في هذه المسابقة، 24 فريقاً في مسابقة الرجال و7 فرق في مسابقة النساء.
كان العمر المحدد لفرق الرجال هو تحت 23 سنة، وهو نفس العمر المحدد في منافسات كرة القدم في الألعاب الأولمبية، بينما يسمح بتسمية ثلاث لاعبين في كل تشكيلة.

## الفائزون بالميداليات
| حدث    | الذهبية | الفضية | البرونزية |
| ------ | --- | --- | --- |
| الرجال | اليابان (JPN) · تاكويا ماسودا · يوكي سانيتو · جون سونودا · تاكيفومي توما · يوسكوي هيغا · شوما كاماتا · ريوهي يامازاكي · كازويا يامامورا · ماستو كوروغي · كوتا ميزونوما · كينسوكي ناغاي · شونيا سوغانوما · دايسوكي سوزوكي · شوهي أوتسوكا · كيغو هيغاشي · هوتارو ياماغوتشي · كيوهي نوبوريزاتو · شونسوكي أندو · ماساتو كودو · تاكاميتسو توميياما | الإمارات العربية المتحدة (UAE) · علي خصيف · سعد سرور · عبد الله موسى · عامر عبد الرحمن · لاعب العامري · محمد الشحي · حمدان الكمالي · أحمد علي · ذياب عوانة · أحمد حليل · عبد العزيز صنقور · سعيد الكثيري · عادل الحوسني · محمد فوزي · محمد أحمد · عبد العزيز هيكل · أحمد محمود · محمد جمال · حبوش صالح · عمر عبد الرحمن | كوريا الجنوبية (KOR) · كيم سيونغ-غيو · هونغ تشول · شين كوانغ-هون · كيم جو-يونغ · كيم يونغ-غوون · هونغ جيونغ-هو · كو جا-تشيول · يون بيت-غارام · بارك هي-سيونغ · بارك تشو-يونغ · تشو يونغ-تشيول · كيم مين وو · جانغ سوك-وون · كيم جونغ-وو · أوه جاي-سوك · سيو جونغ-جين · يون سوك-يونغ · جي دونغ-وون · كيم بو-كيونغ · لي بوم-يونغ |
| النساء | اليابان (JPN) · نوزومي ياماغو · أزوسا إيواشيميزو · كيوكو يانو · يوكاري كينغا · آيا ساميشيما · ميزوهو ساكاغوتشي · ميغومي كاميونوبي · آيام ميياما · آياكو كيتاموتو · هوماري ساوا · شنوبو أونو · آيومي كايهوري · ساكي كوماغاي · مامي ياماغاوتشي · كانا أوسافوني · ناهومي كاواسومي · مانامي ناكانو · ميغومي تاكاسي                                | كوريا الشمالية (PRK) · هونغ ميونغ-هوي · كيم كيونغ-هوا · تشوي يونغ-سيم · سونغ جونغ-سون · رو تشول-أوك · هو أون-بيول · جو يون-مي · ري يي-غيونغ · كيم يونغ-آي · را أون-سيم · ري أون-غيونغ · كيم تشونغ-سيم · يون هيون-هي · يو جونغ-هوي · جون ميونغ-هوا · جو يون-مي · جونغ بوك-سيم · كونغ هيي-أوك                             | كوريا الجنوبية (KOR) · جون مين-كيونغ · شيم سيو-ييئون · لي إون-مي · كيم دو-ييئون · هونغ كيونغ-سوك · يو جي-إون · كوون هاه-نول · بارك إون-جون · بارك هي-يونغ · جي سو-يون · كيم سو-يون · مون سو-ري · جيون غا-إول · كوون إون-سوم · كيم نا-راي · يو يونغ-آ · تشا يون-هي · كيم هيي-ري                                                 |

## جدول الميداليات
| الترتيب | منتخب                          | ذهبية | فضية | برونزية | المجموع |
| ------- | ------------------------------ | ----- | ---- | ------- | ------- |
| 1       | اليابان (JPN)                  | 2     | 0    | 0       | 2       |
| 2       | كوريا الشمالية (PRK)           | 0     | 1    | 0       | 1       |
| 2       | الإمارات العربية المتحدة (UAE) | 0     | 1    | 0       | 1       |
| 4       | كوريا الجنوبية (KOR)           | 0     | 0    | 2       | 2       |
| المجموع | المجموع                        | 2     | 2    | 2       | 6       |

## القرعة
جرت مراسم قرعة رياضات الفرق يوم 7 أكتوبر 2010 في الصين. وتم تصنيف الفرق على أساس ترتيبهم النهائي في دورة الألعاب الآسيوية 2006.

### رجال
| المجموعة أ - الصين - ماليزيا - قرغيزستان - اليابان | المجموعة ب - إيران - فيتنام - البحرين - تركمانستان | المجموعة ج - كوريا الجنوبية - فلسطين - الأردن - كوريا الشمالية |

| المجموعة د - قطر - اللجنة الأولمبية الكويتية - الهند - سنغافورة | المجموعة ر - أوزبكستان - الإمارات العربية المتحدة - هونغ كونغ - بنغلاديش | المجموعة س - العراق* - المالديف - عمان - تايلاند |

* انحسب العراق من المنافسة بعد القرعة بفترة وجيزة وحلت محله باكستان.

### نساء
| المجموعة أ - الصين - كوريا الجنوبية - فيتنام - الأردن | المجموعة ب - كوريا الشمالية - اليابان - تايلاند |

## الترتيب النهائي

### الرجال
| مرتبة  | فريق                      | لعب | ف | ت | خ | له | عليه | ف.أ | نقاط |
| ------ | ------------------------- | --- | - | - | - | -- | ---- | --- | ---- |
| الأول  | اليابان                   | 7   | 7 | 0 | 0 | 17 | 1    | +16 | 21   |
| الثاني | الإمارات العربية المتحدة  | 7   | 4 | 2 | 1 | 10 | 2    | +8  | 14   |
| الثالث | كوريا الجنوبية            | 7   | 5 | 0 | 2 | 17 | 6    | +11 | 15   |
| 4      | إيران                     | 7   | 5 | 0 | 2 | 14 | 8    | +6  | 15   |
| 5      | كوريا الشمالية            | 5   | 4 | 1 | 0 | 9  | 0    | +9  | 13   |
| 6      | عمان                      | 5   | 3 | 1 | 1 | 9  | 2    | +7  | 10   |
| 7      | تايلاند                   | 5   | 2 | 2 | 1 | 8  | 2    | +6  | 8    |
| 8      | أوزبكستان                 | 5   | 2 | 0 | 3 | 5  | 7    | −2  | 6    |
| 9      | قطر                       | 4   | 2 | 1 | 1 | 4  | 2    | +2  | 7    |
| 10     | هونغ كونغ                 | 4   | 2 | 1 | 1 | 6  | 5    | +1  | 7    |
| 11     | اللجنة الأولمبية الكويتية | 4   | 2 | 0 | 2 | 4  | 4    | 0   | 6    |
| 12     | الصين                     | 4   | 2 | 0 | 2 | 5  | 7    | −2  | 6    |
| 13     | تركمانستان                | 4   | 1 | 1 | 2 | 8  | 8    | 0   | 4    |
| 14     | الهند                     | 4   | 1 | 0 | 3 | 5  | 10   | −5  | 3    |
| 14     | فيتنام                    | 4   | 1 | 0 | 3 | 5  | 10   | −5  | 3    |
| 16     | ماليزيا                   | 4   | 1 | 0 | 3 | 3  | 9    | −6  | 3    |
| 17     | المالديف                  | 3   | 0 | 2 | 1 | 0  | 3    | −3  | 2    |
| 18     | البحرين                   | 3   | 0 | 1 | 2 | 2  | 5    | −3  | 1    |
| 19     | سنغافورة                  | 3   | 0 | 1 | 2 | 1  | 6    | −5  | 1    |
| 20     | فلسطين                    | 3   | 0 | 1 | 2 | 0  | 6    | −6  | 1    |
| 21     | الأردن                    | 3   | 0 | 1 | 2 | 0  | 7    | −7  | 1    |
| 22     | باكستان                   | 3   | 0 | 1 | 2 | 0  | 8    | −8  | 1    |
| 23     | قرغيزستان                 | 3   | 0 | 0 | 3 | 2  | 7    | −5  | 0    |
| 24     | بنغلاديش                  | 3   | 0 | 0 | 3 | 1  | 10   | −9  | 0    |

### النساء
| مرتبة  | فريق           | لعب | ف | ت | خ | له | له | ف.أ | نقاط |
| ------ | -------------- | --- | - | - | - | -- | -- | --- | ---- |
| الأول  | اليابان        | 4   | 3 | 1 | 0 | 6  | 0  | +6  | 10   |
| الثاني | كوريا الشمالية | 4   | 2 | 1 | 1 | 5  | 2  | +3  | 7    |
| الثالث | كوريا الجنوبية | 5   | 3 | 1 | 1 | 14 | 4  | +10 | 10   |
| 4      | الصين          | 5   | 2 | 1 | 2 | 11 | 4  | +7  | 7    |
| 5      | فيتنام         | 3   | 1 | 0 | 2 | 4  | 7  | −3  | 3    |
| 6      | تايلاند        | 2   | 0 | 0 | 2 | 0  | 6  | −6  | 0    |
| 7      | الأردن         | 3   | 0 | 0 | 3 | 1  | 18 | −17 | 0    |

## روابط خارجية
- الموقع الرسمي